# Nina Arkadjewna Rosenson
Nina Arkadjewna Rosenson (russisch Нина Аркадьевна Розенсон; * 1909 in Sankt Petersburg; † August 1942 in Pjatigorsk) war eine sowjetische Mathematikerin.

## Leben
Rosenson studierte an der Universität Leningrad, promovierte bei Onufri Konstantinowitsch Schitomirski (Kandidatenthese) und arbeitete am dortigen Polytechnischen Institut. Sie war Spezialistin für Geometrie (speziell Differentialgeometrie) und galt als herausragendes Talent. Während der Belagerung von Leningrad wurde sie mit den übrigen Mitgliedern des Polytechnischen Instituts in den Nordkaukasus (Kislowodsk) evakuiert, wo sie von deutschen Truppen im August 1942 ermordet wurde (man überrollte sie mit einer Dampfwalze).
In einer 1940/43 erschienenen Arbeit gab sie Bedingungen an, wann eine (n−1)-dimensionale Riemannsche Mannigfaltigkeit eine lokale isometrische Einbettung in den n-dimensionalen euklidischen Raum erlaubt.

## Schriften
- О римановых пространствах класса I (Über Riemannsche Räume der Klasse 1; 26. Oktober 1939), Izvestija Akademii Nauk SSSR Serija matematiceskaja 4, 1940, S. 181–192 (russisch; mit französischer Zusammenfassung)
- О римановых пространствах класса I. Часть II (Über Riemannsche Räume der Klasse 1. Teil 2; 28. Januar 1941), Izvestija Akademii Nauk SSSR Serija matematiceskaja 5, 1941, S. 325–351 (russisch; mit französischer Zusammenfassung)
- О римановых пространствах класса I. Часть III (Über Riemannsche Räume der Klasse 1. Teil 3; 3. Oktober 1941), Izvestija Akademii Nauk SSSR Serija matematiceskaja 7, 1943, S. 253–284 (russisch; mit französischer Zusammenfassung)